# Just the Beginning
「Just the Beginning」（ジャストザビギニング）は、仮面ライダーGIRLSの5枚目のシングル。2013年2月27日にavex entertainmentから発売された。

## 概要
前作「Last Engage」から約3ヶ月ぶりとなるシングル。衣装は、紐帯や勲章をつけた軍服風。
CD+DVDとCD単体の2形態で販売されている。
カップリングの「Perfect Game」はRIDER CHIPSとのコラボ曲。G&C MUSIC MAGIC名義。

## 収録内容-CD
1. Just the Beginning [4:32]
作詞：藤林聖子、作曲：AYANO、編曲：AYANO
テレビ朝日『仮面ライダーウィザード』エンディングテーマ（仮面ライダーウィザード　フレイムドラゴン　テーマソング）
2. Play for tomorrow [5:32]
作詞：藤林聖子、作曲：Ryo、編曲：Ryo
3. Perfect Game Ver.G&C MUSIC MAGIC [4:07]
作詞：藤林聖子、作曲：Ryo、編曲：Ryo
4. Just the Beginning instrumental
5. Play for tomorrow instrumental
6. Perfect Game Ver.G&C MUSIC MAGIC instrumental

## 収録内容-DVD
1. Just the Beginning (music clip)
2. Play for tomorrow (document clip)